# Observatório de Pula

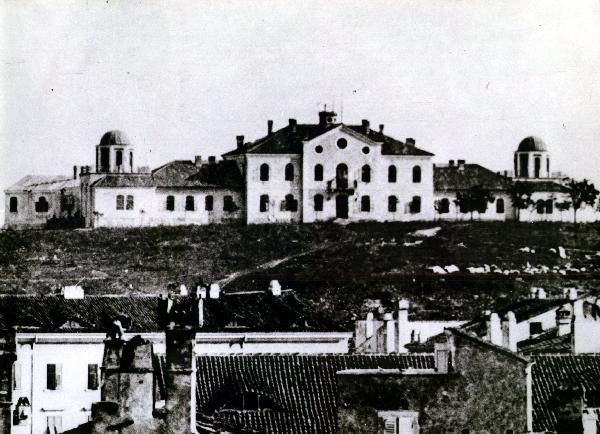
Observatório Naval do Império Austro-Húngaro em Pula (Croácia), em 1871.

O Observatório de Pula, o observatório astronômico mais antigo da atual Croácia. O seu código estabelecido pela União Astronômica Internacional é 538.

## História
Este observatório foi estabelecida em Pula em 1871, como parte do Instituto Hidrográfico da Marinha Imperial e Real. Ele foi localizado na colina de Monte Zaro . Pula era naquele momento um "porto de guerra" do Império Austro-Húngaro.
Johann Palisa (1848 - 1925) tornou-se o diretor do observatório em 1871 ou 1872 e permaneceu neste cargo até 1880, em um cargo que ele levava o posto de comandante. Sua principal área de responsabilidade foi o "serviço do tempo", ou seja, a determinação e monitoramento da hora exata. Embora o trabalho a serviço do tempo fosse necessário e exigente, é fácil imaginar que para uma pessoa orientada para a pesquisa não era inteiramente satisfatório, de modo que Palisa começou a observar os corpos menores.
Em 1874 ele encontrou o seu primeiro objetivo e nomeado em honra do império e, de acordo com as convenções de nomenclatura atuais, o denomino de 136 Áustria (Palisa 1874). Durante sua estadia em Pula, Palisa descobriu um total de 28 objetos, incluindo os asteroides 142 Polana, 143 Adria e 183 Istria.
Em 1883, o croata Ivo Bojnik Baron Benko (1851 - 1903) tornou-se diretor do Observatório de Pula. Ele desenvolveu um trabalho sistemático sobre o círculo meridiano e compilou um catálogo de estrelas fundamentais que foi completado e publicados após sua morte.
Quando Ístria estava sob administração italiana (1918 - 1943) os instrumentos de astronomia e biblioteca foram transferida para Trieste. Em 1944, durante a Segunda Guerra Mundial, a força aérea anglo-americana destruiu o edifício.
Desde 1979 o "Sociedade Astronômica Amadora da Ístria" funciona na ala noroeste do observatório, parcialmente reconstruída.